# عبد العزيز بن شعيب
عبد العزيز بن شعيب هو ابن شعيب بن أحمد وعاشر أمراء إمارة كريت والأخير. تولى الإمارة عند وفاة عمه علي عام 949 ميلادية حتى سقوط الإمارة بيد البيزنطيين عام 961. قُبض عليه بعد الهزيمة واقتيد مع أسرته إلى القسطنطينية، وتوفي هناك بعد بضعة سنوات دون أن يترك دينه بعد أن أجبر البيزنطيون المسلمين على الدخول في المسيحية، ومنهم ابنه النعمان الذي عمل فيما بعد في الجيش البيزنطي وقُتل في إحدى المعارك.